# Севириане (миафизитство)
Севириа́не или севериа́не (севириа́нство или севериа́нство) — течение в умеренном монофизитстве (миафизитстве), последователи и почитатели антиохийского патриарха Севира.

## Общая характеристика
В 519 году закончилась переговоры с римским папой Гормиздой, связанные с 35-летним разрывом Константинопольской церкви и Римской, возникший из-за принятия Константинопольской церковью Энотикона императора Зинона, отрицавшего принятие Халкидонского собора. Было выполнено требование Рима исключить из поминальника Константинопольской церкви имя патриарха Акакия, впервые утвердившего Энотикон. Авторитет Халкидонского собора был восстановлен, и умеренные монофизитские (миафизитские) иерархи на Востоке во главе с Севиром были объявлены низложенными. Они нашли убежище в Египте, где миафизитство распалось на две главные секты:
Севириане — более умеренные, настаивали на единой природе Христа, допускали в ней различие свойств божеских и человеческих и признавали, что плоть Христова до Воскресения была, подобно нашей, тленной. Противники называли их поэтому тленнопоклонниками.
Юлианисты — последователи галикарнасского епископа Юлиана утверждали, что тело Христова нетленно с самого воплощения и что несогласные с этим явления Его земной жизни были только видимостью, поэтому противники называли их нетленнопризрачниками, или фантазиастами.
Севириане отвергают Халкидонский собор и исповедуют одну (единую) природу Христа. Севир учил об одной сложной природе Христа, в которой сохраняется различие между человечеством и Божеством на уровне природного качества, но не учил о двух природах. У Севира две природы Христа различаются чисто мыслительно, а не в реальности. В сочинениях Севира свойства Христа не были отнесены к каждой из двух природ. Свойства человеческой природы, становятся непосредственно свойствами Бога Слова. Севир отказывался называть человечество Христа природой, Его человечество представлялось как «система свойств». Согласно Севиру, единая сложная природа обладает свойствами обеих природ, из которых она составлена. Однако Севир считал недопустимым распределение свойств между двумя частями единой сложной природы: во Христе все свойства, как Божественные, так и человеческие, должны относиться не к Божеству или человечеству по отдельности, но к единой сложной природе. Он, как и другие умеренные монофизитские богословы, подчеркивал, что во Христе только одна «воля» и одно «действие», то есть «одно богомужное действие».
Севирианское понятие «различия по природному качеству» опровергал преподобный Максим Исповедник. C его точки зрения, в отличие от святителя Кирилла Александрийского, который утверждал «различие по природному качеству», имея в виду различие по существу и по действию, Севир фактически пришел к отрицанию «качеств» двух природ, поскольку «никакое качество не имеет существования вне подразумеваемой под ним природы», а это приводит к отрицанию самого существования Христа.
Cевирианство было осуждено на Константинопольском соборе 536 года. Севирианского монофизитства придерживаются Древневосточные православные церкви. Севир является главным богословским авторитетом Сиро-яковитской и Коптской церквей. Севир оказывал влияние на армянскую христологию в первое десятилетия VI века, но позднее по вопросу о нетлении тела Христова Армянская церковь склонилась на сторону Юлиана Галикарнасского и осудила Севира. Тем не менее это осуждение касалось только его взглядов на нетление тела Христова, а не христологии в целом. В остальном она находится в согласии и общении веры с другими нехалкидонскими церквами. Под влиянием миссионеров, пришедших из Сирии и Персии в конце V — начале VI века, нехалкидонской стала Эфиопская церковь.

### Научно-богословская литература
на русском языке
1. Болотов В. В. «Лекции по истории древней Церкви». Том 4
2. Давыденков О. В., иерей. Христологическая система Севира Антиохийского. — М: Изд-во ПСТГУ, 2007. — 328 с. ISBN 978-5-7429-0257-7. УДК:27. ББК:86.372
3. Карташёв А. В. Вселенские Соборы. Париж, 1963

на других языках
1. Jean Meyendorff. Le Christ dans la Theologie Byzantine. Paris, 1968. (На английском: John Meyendorff. Christ in the Eastern Christian Thought. New York, 1969. Русский перевод: Прот. Иоанн Мейендорф. «Иисус Христос в восточном православном богословии». М., 2000.)

### Миафизитское богословие
1. H. H. Pope Shenouda III. «The Nature of the Christ».
2. Main doctrines and practice of the church. Ethiopian Orthodox Tewahedo Church.